# De Hitlijn
De Hitlijn was een Nederlands radioprogramma op Q-music en werd gepresenteerd door Wouter van der Goes. Het programma was op doordeweekse dagen van 12.00 tot 13.00 uur te horen. Luisteraars konden hun favoriete plaat aanvragen via het nummer van Q-music.
Vanaf januari 2010 werd het programma overgenomen door Jasper de Vries, omdat Van der Goes op non-actief was gesteld. Op 29 maart 2010 verdween het programma.